# Bidens ferulifolia
Espèce
Classification phylogénétique
Bidens ferulifolia est une espèce de plantes à fleurs de la famille des Asteraceae.